# Robert Carson (forfatter)
Robert Carson (6. oktober 1909 - 19. januar 1983) var en amerikansk film- og tv-manuskriptforfatter og forfatter.

## Filmografi
- 1976 - En stjerne fødes (1937 historie)
- 1964 - Underbuks-regimentet (ukrediteret)
- 1957 - Kaptajn Tiger (manus)
- 1956 - Polly's Baby (manus)
- 1955 - Bruden der stak af (historie)
- 1954 - En stjerne fødes (1937 manus, 1937 historie)
- 1952 - Kun for dig
- 1951 - The Groom Wore Spurs (manus - ukrediteret) / (historie "Legal Bride")
- 1950 - Han, hun og Herman (historie)
- 1949 - Hendes Hollywood Helt (manus) / (historie "Come Be My Love")
- 1948 - Det var bruden der begyndte (historie)
- 1946 - Perilous Holiday (roman)
- 1945 - Bedside Manner (historie)
- 1943 - Desperados (manus)
- 1942 - Angreb på Panama (serie)
- 1942 - The Tuttles of Tahiti (manus)
- 1941 - Wild Geese Calling (ukrediteret)
- 1941 - Western Union (manus)
- 1939 - Lyset, der sluktes (manus)
- 1939 - Tricolorens helte (manus)
- 1938 - Himmelhunde (forfatter)
- 1937 - En pige på sjov (ukrediteret)
- 1937 - Den sidste Gangster (original historie)
- 1937 - Hollywood bag kulisserne (historie) / (manus)